# Municipio de Saybrook
El municipio de Saybrook (en inglés: Saybrook Township) es un municipio ubicado en el condado de Ashtabula en el estado estadounidense de Ohio. En el año 2010 tenía una población de 9853 habitantes y una densidad poblacional de 119,49 personas por km².

## Geografía
El municipio de Saybrook se encuentra ubicado en las coordenadas 41°50′20″N 80°51′10″O / 41.83889, -80.85278. Según la Oficina del Censo de los Estados Unidos, el municipio tiene una superficie total de 82.46 km², de la cual 82.39 km² corresponden a tierra firme y (0.09%) 0.07 km² es agua.

## Demografía
Según el censo de 2010, había 9853 personas residiendo en el municipio de Saybrook. La densidad de población era de 119,49 hab./km². De los 9853 habitantes, el municipio de Saybrook estaba compuesto por el 93.68% blancos, el 2.66% eran afroamericanos, el 0.21% eran amerindios, el 0.49% eran asiáticos, el 0.02% eran isleños del Pacífico, el 0.87% eran de otras razas y el 2.07% pertenecían a dos o más razas. Del total de la población el 2.65% eran hispanos o latinos de cualquier raza.